# Santo Emilião
Santo Emilião ist eine Gemeinde im Norden Portugals.
Santo Emilião gehört zum Kreis Póvoa de Lanhoso im Distrikt Braga, besitzt eine Fläche von 2,14 km² und hat 825 Einwohner (Stand 19. April 2021).